# キャッスル・クート男爵
キャッスル・クート男爵（キャッスル・クートだんしゃく、英: Baron Castle Coote）は、アイルランド貴族の爵位。1800年に創設され、1827年に廃絶した。

## 歴史
第7代マウントラス伯爵チャールズ・ヘンリー・クート(c.1725–1802)は1800年合同法を支持した褒賞として、また70代になっても爵位の継承者たる男子をもうけなかったため、1800年7月31日にアイルランド貴族であるロスコモン県におけるキャッスル・クート男爵に叙された。この爵位には特別残余権（special remainder）が規定されており、初代の男系男子が断絶した場合、遠戚（初代マウントラス伯爵チャールズ・クート(c.1610–1661)の弟の玄孫）チャールズ・ヘンリー・クート(1754–1823)およびその男系男子が継承できるとした。このチャールズ・ヘンリー・クートはアイルランド王国の政治家であり、アイルランド庶民院議員、聖パトリック騎士団付系譜学者、関税委員などを歴任し、第7代マウントラス伯爵の死後にキャッスル・クート男爵位を継承した（マウントラス伯爵などほかの爵位は廃絶した）。
2代男爵の死後はその息子エア・ティルソン・クート(1793–1827)が3代男爵となったが、妻との間で息子をもうけず、その死をもって爵位は廃絶した。

## キャッスル・クート男爵（1800年）
- 第7代マウントラス伯爵・初代キャッスル・クート男爵チャールズ・ヘンリー・クート（1725年ごろ – 1802年）
- 第2代キャッスル・クート男爵チャールズ・ヘンリー・クート（英語版）（1754年 – 1823年）
  - チャールズ・ヘンリー・クート閣下（1781年 – 1810年）
- 第3代キャッスル・クート男爵エア・ティルソン・クート（1793年 – 1827年）